# 77 Records
77 Records est un label indépendant britannique de musique folk, le blues et le jazz, anciennement basé à Londres, en Angleterre, actif entre 1957 et les années 1970.

## Histoire
Créé dans les années 1950 par Doug Dobell, le label prend le nom du magasin de disque de Doug Dobell qui se situait au 77 Charing Cross à Londres.
Plusieurs musiciens britanniques de jazz, comme Acker Bilk, Bruce Turner, Tubby Hayes, Les Condon, Dick Morrissey, Brian Lemon et Buck Clayton, ont enregistré sur ce label au milieu des années 1960.
Des artistes britanniques de rhythm and blues tels qu'Alexis Korner enregistrent également pour 77 Records, tout comme de nombreux artistes américains. 77 Records distribue les enregistrements des labels américains, notamment ceux de Ramblin' Jack Elliott, Lightnin' Hopkins, Scrapper Blackwell, Reverend Gary Davis, Robert Pete Williams, Big Joe Williams, Sunnyland Slim, Joe Turner, Little Brother Montgomery, Yank Rachell et Sleepy John Estes.
En 1960, Dobell lance un label dérivé éphémère, Folklore, qui publie des albums de Steve Benbow, Dominic Behan, Dick Fariña et Eric Von Schmidt, ainsi que Cyril Davies et Alexis Korner, entre autres. Un album sorti en 1963 de Dick Fariña et Eric Von Schmidt, publié sur Folklore, comprend Blind Boy Grunt, alias Bob Dylan, à l'harmonica. Le label réédite également des enregistrements sous licence de labels américains indépendants tels qu'Arhoolie.